# ジミー・デル・レイ
"ジゴロ" ジミー・デル・レイ（"Gigolo" Jimmy Del Ray、本名：David Everett Ferrier、1962年11月30日 - 2014年12月6日）は、アメリカ合衆国のプロレスラー。ペンシルベニア州グローブシティ出身。
試合巧者の職人レスラーとして、FMWからWWEまで、インディーズとメジャーを問わず各団体で活躍した。

## 来歴

### ジミー・バックランド
1983年のデビュー後、ジョージアのGCW、アラバマのCCW、ルイジアナのUWFなど、南部の各テリトリーを転戦。ジミー・ランドルフ（Jimmy Randolph）またはジミー・バックランド（Jimmy Backlund）をリングネームに、前座試合やTVテーピングのジョブ・ボーイとしてキャリアを積む。
1988年より、マイク・グラハムが主宰していたフロリダのFCW（PWF）に参戦。バズ・ソイヤーの弟であるブレット・ソイヤーをパートナーに、ザ・プレイボーイズ（The Playboys）なるタッグチームを結成して、1989年7月にNWAフロリダ・タッグ王座の後継タイトルとなるPWFタッグ王座を獲得。ジェリー・サッグス&ブライアン・ノッブスのナスティ・ボーイズとも抗争を展開した。
1989年10月、FMWの旗揚げ興行に「AWA世界ライトヘビー級王者」として初来日。以降、FMWの外国人ベビーフェイスとなって人気を博し、1990年3月の再来日からは大仁田厚とも共闘。ミスター・ポーゴ、ザ・グラジエーター、ターザン後藤らとデスマッチを繰り広げた。王者として認定されていたAWA世界ライトヘビー級王座は、1990年4月1日に李玉秀に明け渡すも、11月5日に駒沢オリンピック公園総合運動場体育館において上田勝次を下して返り咲く。以降、1991年5月29日にリッキー・フジに敗れるまで戴冠した。
1992年6月、W★INGプロモーションに来日。W★ING認定世界ジュニアヘビー級王座の決定リーグ戦に出場し、12日の千葉公園体育館における優勝戦でビル・ダンディーを破り初代王者となった。同年11月の再来日時にはジプシー・ジョーとのエキシビションマッチが組まれ、ケビン・サリバンともシングルマッチで対戦している。

### ヘブンリー・ボディーズ
1993年5月、ジミー・デル・レイ（Jimmy Del Ray）と改名して、ジム・コルネットが主宰していたスモーキー・マウンテン・レスリングに参戦。スタン・レーンに代わるトム・プリチャードのパートナーとして、コルネットがマネージメントするヒールのタッグチーム、ヘブンリー・ボディーズ（The Heavenly Bodies）に加入。SMWタッグ王者チームのロックンロール・エクスプレスと抗争を繰り広げ、シングルでは8月16日にリッキー・モートンからTV王座を奪取。9月13日にロバート・ギブソンに奪回されるも、11月24日にモートン&ギブソンを破ってSMWタッグ王座を獲得。以降、1994年4月1日に陥落するまで、ロックンロール・エクスプレスと王座を争った。
その間、当時SMWと提携していたWWFにも出場。1993年8月30日のサマースラム1993ではスタイナー・ブラザーズ（リック・スタイナー&スコット・スタイナー）の保持するWWF世界タッグ王座に挑戦した。1994年3月20日にニューヨークのマディソン・スクエア・ガーデンで行われたレッスルマニアXでは、ダーク・マッチにおいてザ・ブッシュワッカーズ（ブッチ・ミラー&ルーク・ウィリアムス）から勝利を収めている。5月には全日本プロレスに来日して、アブドーラ・ザ・ブッチャー&ジャイアント・キマラ2号などのチームと対戦した。同年下期よりWWFに定着し、11月23日のサバイバー・シリーズ1994では、テッド・デビアス率いるミリオンダラー・コーポレーションのキングコング・バンディ、タタンカ、バンバン・ビガロとのクインテットで、レックス・ルガー、メイブル、アダム・ボム、ビリー・ガン、バート・ガンのチームと対戦した。
1995年1月22日には、ロイヤルランブル1995のランブルマッチに出場。シングルでは、当時のWWEを象徴するスーパースターだったブレット・ハートやショーン・マイケルズとも対戦した。同年8月からは、SMWと同じくWWFの提携団体だったテネシー州メンフィスのUSWAに参戦、8月7日にJ・C・アイス&ウルフィー・DのPG-13からUSWA世界タッグ王座を奪取している。12月9日にはECWのPPV大会 "December to Dismember" にも出場した。しかし、SMWの活動停止に伴い、同月にヘブンリー・ボディーズは解散。プリチャードはWWFに戻ったが、デル・レイはシングルプレイヤーとしてECWに残留した。

### キャリア晩年
ECWではミスター・ヒューズをボディーガードに従え、1996年1月5日のイベント "House Party" ではババ・レイ・ダッドリーと対戦。1月26日には、FMWでは邂逅することのなかったサブゥーとも対戦した。
ECW離脱後、NWAニュージャージーなどのインディー団体を経て、10月よりジミー・グラフィティ（Jimmy Graffitti）と名乗ってWCWに登場。クルーザー級のヒールとして、ディーン・マレンコ、クリス・ジェリコ、レイ・ミステリオ・ジュニア、エディ・ゲレロ、ビリー・キッドマン、ボビー・イートンなどと対戦。12月9日放送の『マンデー・ナイトロ』では、マレンコの保持していたWCW世界クルーザー級王座に挑戦した。
1997年に膝の負傷で引退してからは、スティーブ・カーンがフロリダで開校していたレスリング・スクールのインストラクターを務めていた。
2014年12月6日、心筋梗塞により52歳で死去。

## 得意技
- ムーンサルト[1]
- ラウンディング・ボディ・プレス
- トルネードDDT

## 獲得タイトル
プロフェッショナル・レスリング・フェデレーション
- PWFタッグ王座：1回（w / ブレット・ソイヤー（英語版））[4]

フロンティア・マーシャルアーツ・レスリング
- AWA世界ライトヘビー級王座（FMW版）：2回[7]

W★INGプロモーション
- W★ING認定世界ジュニアヘビー級王座：1回[8]

スモーキー・マウンテン・レスリング
- SMW "ビート・ザ・チャンプ" TV王座：1回[10]
- SMWタッグ王座：3回（w / トム・プリチャード）[11]

ユナイテッド・ステーツ・レスリング・アソシエーション
- USWA世界タッグ王座：1回（w / トム・プリチャード）[15]

ペンシルベニア・チャンピオンシップ・レスリング
- PCWタッグ王座：1回（w / トム・プリチャード）[12]